# Dulce Chaves Pandolfi
Dulce Pandolfi, nasceu no dia 14 de julho de 1948 em Recife, filha de professor universitário, é historiadora, escritora e possui formação em ciências políticas e sociologia, foi diretora da IBASE de 2004 a 2011. Em 1970 aos seus 20 anos, foi perseguida, pressa e levada ao DOI-CODI no Rio de Janeiro.

## Ditadura Militar
Dulce Pandolfi, foi uma militante política contra a ditadura militar. Em 1967 ingressou no curso de Ciências Sociais na Universidade Federal do Pernambuco e logo foi eleita secretária do Diretório Central dos Estudantes (DCE)⁣, Contudo, com a crescente perseguição do Estado acabou sendo obrigada a se mudar para o Rio de Janeiro

Em agosto de 1970, no Rio de Janeiro, já ligada à Ação Popular, Dulce acabou sendo presa e levada para a sede do Doi-Codi. Segundo Dulce em depoimento para a Comissão da Verdade do Rio de Janeiro (2013): 
“No início de 1970, perseguida pelos órgãos da repressão, fugi do Recife e vim para o Rio de Janeiro. Poucos meses depois, fui presa. Naquela noite do dia 20 de agosto de 1970, no momento em que entrei no quartel da Polícia do Exército situado na Rua Barão de Mesquita número 425, no bairro da Tijuca, no Rio de Janeiro, ouvi uma frase que até hoje ecoa forte nos meus ouvidos: “Aqui não existe Deus, nem Pátria, nem Família. Só existe nós e você.”
Sobre o período na prisão, após dois meses Dulce foi utilizada como cobaia para uma aula de tortura – “o professor, diante de seus alunos, fazia demonstração com o meu corpo. Era uma espécie de aula prática com algumas dicas teóricas”. O fato é que assim como tantas outras mulheres que militaram politicamente, Dulce teve que resistir não apenas à repressão, mas a todo um sistema de poder que se impôs sobre o corpo feminino, ela ficou presa por 1 ano e 4 meses.
" Fui submetida, em diversos momentos a diversos tipos de tortura. Umas mais simples, como socos e pontapés. Outras mais grotescas como ter um jacaré, andando sobre o meu corpo nu. Recebi muito choque elétrico e fiquei muito tempo pendurada no chamado “pau de arara”: os pés e os pulsos amarrados em uma barra de ferro e a barra de ferro, colocada no alto, numa espécie de cavalete. Um dos requintes era nos pendurar no pau de arara, jogar água gelada e ficar dando choque elétrico nas diversas partes do corpo molhado. Parecia que o contato da água com o ferro, potencializava a descarga elétrica. Embora, essa tenha sido a tortura mais frequente havia uma alternância de técnicas. Uma delas, por exemplo, era o que eles chamavam de “afogamento”. Amarrada num cadeira, de olhos vedados, tentavam me sufocar, com um pano ou algodão umedecido com algo com um cheiro muito forte, que parecia ser amônia.
Em 14 de dezembro de 1971, por muita luta de seus advogados, Dulce é liberta. Contudo, ainda precisou responder a dois processos militares, um no Recife e outro no Rio de Janeiro, como consta em seu relatório na CV-PE.

## Livros
- Repensando O Estado Novo (1999)

- Cidadania Justica e Violencia Capa comum (1999)

- Camaradas e companheiros: memória e história do PCB (1995)

## Veja Mais
- Brasil: Nunca Mais (1985).[7]

- Depoimento da historiadora Dulce Pandolfi à Comissão Estadual da Verdade do Rio de Janeiro